# Adam Miller
Adam Miller jr. (Peoria, 23 gennaio 2002) è un cestista statunitense.

## Carriera

### Nazionale
Con la nazionale Under-19 statunitense ha vinto i Mondiali di categoria del 2021.